# James Oliver Curwood
James Oliver Curwood * 12. junij 1878, Owosso, Michigan, † 13. avgust 1927 je bil ameriški pisatelj uspešnic, scenarist in zagovornik varstva narave. 
Njegova pustolovska dela so umeščena na ameriški sever: Aljaska, Hudsonov zaliv in Jukon. Ob koncu življenja je bil najbolje plačani avtor na svetu. 

## Življenje

### Mladost
Rodil se je kot najmlajši izmed štirih otrok v družini materi Abigail in očetu čevljarju James Moranu. Po propadu očetove trgovine so se v Jamesovem šestem letu odselili na kmetijo v Ohiu. James je na njivah pobiral kamenje, kar je oblikovalo njegov značaj. Tu je začel pisati. 

### Izobrazba in kasnejše življenje
V desetem razredu srednje šole so ga izključili zaradi izostajanja. Leta 1898 je opravil sprejemne izpite in bil sprejet na oddelek za anglistiko Univerze Michigan, kjer je študiral novinarstvo in prodal svojo prvo pripoved. Dve leti kasneje je študij opustil in sprejel službo novinarja za časopis Detroit News-Tribune.
1907 ga je najela Kanadska vlada, da bi odpotoval na sever Kanade in objavljal potopisne pripovedi z namenom promocije turizma. 18 let je za 6 mesecev letno potoval na sever te države, v divjini je pisal, raziskoval in pomagal pri gradnji lesenih koč. 
Objavil je okoli 28 pustolovskih romanov, 2 zbirki kratkih pripovedi in avtobiografijo. Leta 1900 se je poročil s Coro Leon Johnson in imel z njo hčerki Carlotto in Violo. Po ločitvi 1908 je sodišče dekleti dodelilo materi, vendar je Carlotta živela s svojim očetom. Čez eno leto se je poročil z Ethel Greenwood  in z njo dobil sina Jamesa. 
Curwood je postal izjemno uspešen in premožen. Z družino je potoval po Evropi in se navduševal nad evropskimi gradovi. Po vrnitvi domov je dal ob reki Shiawassee zgraditi Curwoodov dvorec. Zgledoval se je po francoskih gradovih iz 18. stoletja. 
Nekoč je na lovu zasledoval medveda, ki ga je poimenoval Thor. Neuspešno je streljal nanj, medved bi ga lahko pokončal, pa se je raje umaknil.  Iz te izkušnje je nastala knjiga Kralj grizlijev. Po njej je odnehal z lovom in postal okoljevarstvenik. Organiziral je kampanje za omejitev lova, za varstvo Michiganskih naravnih rezervatov in za obnovo gozdov. Večina ukrepov  je bila po njegovi smrti umaknjenih.

### Prva omemba na Slovenskem
James Oliver Curwood se je med Slovenci prvič pojavil leta 1924 v časopisu Amerikanski Slovenec, kjer so objavljali njegovo priljubljeno pripoved Kazan, volčji pes. 1925 je bila v časopisih Domoljub in  Naša straža in drugih časopisih objavljena pozitivna kritika tega romana. Istega leta so v dnevniku Jutro objavljali njegovo pripoved Onstran pragozda. Do leta 1963 so v podlistkih časopisov objavili pripovedi Podarjeni obraz, Črni lovec in Ogenj divja.

### Smrt
Curwood je želel živeti do 100. leta. Jedel je zelo malo mesa, prenehal s pitjem kave, alkohola in redno telovadil. Umrl je 13. avgusta 1927 v 49.letu starosti. Po pričevanjih hčerke Carlotte je umrl med ribiškim izletom na Floridi, zaradi hude okužbe po piku oziroma ugrizu neznane živali. Umrl je v Owossu in bil pokopan na pokopališču Oak Hill.

## Način pisanja
Curwood je v mnogih delih za prizorišče izbral divjino, z divjo živaljo kot protagonistom. Poleg pustolovskega žanra pa je vključil tudi romantični žanr,kar je povzročilo ogromno priložnosti za promocijo v različnih revijah in mnogi romani so pristali med najbolj prodajanimi uspešnicami. Njegova bibliografija vključuje več kot 200 člankov, kratkih zgodb, romanov in živalskih pripovedi. Mnogo izmed njegovih knjig je bilo prevedenih v italijanščino, španščino, francoščino, švedščino, finščino, češčino in mnogo več jezikov. 

### Filmske adaptacije
Več kot 180 filmov, ki so po žanru vesterni, temelji na Curwoodovih romanih. Njegova pripoved Wapi the Walrus je bila pretvorjena v tri filme: Back to God's Country(1919) s kanadsko igralko Nell Shipman v glavni vlogi, druga verzija z istim naslovom je bila izdana leta 1927, tretja pa leta 1953. Leta 1934 je v filmu The Trail Beyond, (ustvarjen po romanu The Wolf Hunters) prevzel glavno vlogo priljubljen ameriški igralec in Hollywoodska ikona John Wayne. V poznem 20. stoletju je francoski režiser Jean-Jacques Annaud  posnel film na podlagi romana Kralj grizlijev. Film je dosegel uspeh in vzbudil ponovno zanimanje nad Curwoodovimi romani.

## Zapuščina
- Pisalni kabinet v Curwoodovem dvorcu je zaščiten in preurejen v zgodovinski muzej. Dvorec je prav tako v ameriškem registru zgodovinskih krajev (National Register of Historic Places).
- Mesto Owosso letno gosti festival Curwoodu v čast pisatelju (Curwood Festival), ki se odvija prvi vikend v juniju. Tradicija festivala se je začela na 100. obletnico Jamesovega rojstva. Dogodki, ki se odvijajo na festivalu, so parada, tekmovanje v pisanju (tema je zmeraj povezana z naravo). Na voljo je tudi zabaviščni park z različnimi vožnjami in igrami, prirejajo pa tudi tekmovanje za najlepšega dojenčka ter izbira kraljice ter princese festivala. Festival se začne v četrtek zvečer, v petek zvečer poteka parada. Sobotno jutro je namenjeno skupnemu zajtrku kjer se strežejo palačinke. Nedelja pa je dan za otroke. Prirejena so mačja in pasja tekmovanja ter otroško tekmovanje v ribolovu.
- Po njem je poimenovana gora v kraju L'Anse Township, Michigan.
- Naravni park v kraju L'Anse Township je bil preimenovan v Park Curwood.

## Seznam v slovenščino prevedenih del
- Niva in Miki, 1920 prevedel Joža Bekš v  Jutru
- Kazan, volčji pes (Kazan ali Kazan, The Wolf-Dog, 1914), 1924 prevedel Pavel Brežnik (COBISS)
- Onstran pragozda (A Gentleman of Courage, 1924), 1925 prevod (COBISS)
- Črni lovec (The Black Hunter, 1926), 1925 prevedel France Magajna v  Edinosti
- Medved Tir, 1931, v Prosveti
- Podarjeni obraz  (The River's End, 1919), 1931 prevedel Boris Rihteršič (COBISS)
- Na meji sveta, 1932 prevedel Arkadij Avenčenko v Jutru
- Lov na ženo (The Hunted Woman, 1916), 1937 v Ameriški domovini (COBISS)
- Zlata zanka (The Golden Snare, 1919), 1939 prevedel Ivan Mulaček (COBISS)
- Abrahamova polja, 1942 v Slovenskem narodu
- Ogenj divja, 1943 prevedel Vinko Gaberski) (COBISS)
- Blisk (Swift Lightning, 1920), 1943 prevedel Alojzij Peterlin (COBISS)
- Medvedek Neewa (Nomads of the North, 1919), 1954 prevedel Tit Vidmar (COBISS)
- Lov za zlatom (The Gold Hunters, 1909), 1998 prevedel Igor Majaron (COBISS)
- Kralj grizlijev (The Grizzly King, 1916), 1998 prevedel Igor Majaron  (COBISS)
- Bari, Kazanov sin (Baree, Son of Kazan, 1917), 2000 prevedla Sonja Cuderman (COBISS)
- Dolina molka (The Valley of Silent Men, 1920), 2022 prevedel Igor Majaron (COBISS)
- Moč ljudi in druge zgodbe ali Nazaj v božjo deželo in druge zgodbe  (Back to God's Country and Other Stories, 1920), 2022 prevedla Jasmina Hercog  (COBISS)